# FA Charity Shield 1989
Lo FA Charity Shield 1989, noto in italiano anche come Supercoppa d'Inghilterra 1989, è stata la 67ª edizione della Supercoppa d'Inghilterra.
Si è svolto il 12 agosto 1989 al Wembley Stadium di Londra tra l'Arsenal, vincitore della First Division 1988-1989, e il Liverpool, vincitore della FA Cup 1988-1989.
A conquistare il titolo è stato il Liverpool che ha vinto per 1-0 con rete di Peter Beardsley.

## Partecipanti
| Squadre   | Qualificazione                           | Partecipazioni precedenti (il grassetto indica la vittoria)                                 |
| --------- | ---------------------------------------- | ------------------------------------------------------------------------------------------- |
| Arsenal   | Vincitore della First Division 1988-1989 | 10 (1930, 1931, 1933, 1934, 1935, 1936, 1938, 1948, 1953, 1979)                             |
| Liverpool | Vincitore della FA Cup 1988-1989         | 15 (1922, 1964,1965,1966, 1971, 1974, 1976, 1977, 1979, 1980, 1982, 1983, 1984, 1986, 1988) |

## Tabellino
| Arbitro: | Allan Gunn |

|  |           |               |
|  | Marcatori | 33’ Beardsley |

| Arsenal | Liverpool |

### Formazioni
| Arsenal:      |    |                  |  |          |
|               |    |                  |  |          |
| P             | 1  | John Lukic       |  |          |
| D             | 2  | Lee Dixon        |  |          |
| D             | 5  | David O'Leary    |  |          |
| D             | 10 | Gus Caesar       |  | Uscita   |
| D             | 6  | Tony Adams       |  |          |
| D             | 3  | Nigel Winterburn |  |          |
| C             | 7  | David Rocastle   |  |          |
| C             | 4  | Michael Thomas   |  |          |
| C             | 8  | Kevin Richardson |  |          |
| C             | 11 | Paul Merson      |  |          |
| A             | 9  | Alan Smith       |  | Uscita   |
| Sostituzioni: |    |                  |  |          |
| C             |    | Brian Marwood    |  | Ingresso |
| A             |    | Niall Quinn      |  | Ingresso |
| Allenatore:   |    |                  |  |          |
| George Graham |    |                  |  |          |

| Liverpool:      |    |                  |
|                 |    |                  |
| P               | 1  | Bruce Grobbelaar |
| D               | 8  | Barry Venison    |
| D               | 2  | Glenn Hysén      |
| D               | 6  | Alan Hansen      |
| D               | 3  | David Burrows    |
| C               | 4  | Steve Nicol      |
| C               | 5  | Ronnie Whelan    |
| C               | 11 | Steve McMahon    |
| C               | 10 | John Barnes      |
| A               | 7  | Peter Beardsley  |
| A               | 9  | Ian Rush         |
| A disposizione: |    |                  |
| P               | 13 | Mike Hooper      |
| D               | 14 | Gary Ablett      |
| C               | 15 | Jan Mølby        |
| A               | 16 | John Aldridge    |
| Allenatore:     |    |                  |
| Kenny Dalglish  |    |                  |